# El color de la pasión
 (срп. Боја страсти) мексичка је теленовела, продукцијске куће Телевиса, снимана 2014.

## Синопсис
Почетак приче сеже у прошлост и прати животе трију сестара — Адријане, Ребеке и Магдалене, које су одрасле без родитеља. Адријана је удата за Алонса Гаксиолу, власника добростојеће фабрике у Пуебли. Имају складан брак, у очима других готово савршен. У њиховом дому живе Магдалена и Ребека, коју скоро сматрају правим анђелом. Међутим, Ребека је одувек била заљубљена у Алонса, због чега су њена осећања према Адријани помешана — завист коју је гајила према сестри претворила се у мржњу када је сазнала да ће Алонсо и Адријана постати родитељи. Са друге стране, Магдалена је једина која је спознала Ребекино право лице, али сломљена је јер ју је вереник оставио на дан венчања, због чега одлучује да се удаљи од породице и посвети се хуманитарном раду. Неколико дана након што она напусти породични дом, Алонсо путује у иностранство да би закључио уговор са једном компанијом. За време његовог одсуства Адријана страда у несрећи. Ипак, њихова ћеркица Лусија остаје жива и Алонсо после трагедије проналази утеху управо у њеном постојању. У међувремену, Ребека вешто користи новонасталу ситуацију не би ли везала зета за себе.
Двадесет и четири година касније, Алонсо је у браку са Ребеком, која се све време трудила да савршено одигра улогу Лусијине друге мајке, али и најбоље супруге на свету. Свом мужу је родила кћерку Нору, хировиту двадесетдвогодишњакињу која попут мајке врло вешто манипулише другима да би добила оно што жели. Међутим, Ребека је исфрустрирана, јер зна да је Алонсо никад неће волети онако како је волео њену покојну сестру. Због тога утеху проналази у другим мушкарцима. Када се један од њених љубавника, Федерико убије, она је одлучна у намери да настави свој живот као да се ништа није догодило. Међутим, није свесна да се његова породица, посебно његов брат Марсело, неће смирити док не пронађе кривца за братову смрт.
Недуго пошто се досели у Пуеблу, Марсело схвата да је решење мистерије којом је обавијена Федерикова смрт унутар породице Гаксиола Муриљо. Жељан освете, повезује се са њеним члановима, али се, не желећи то, заљубљује у неискварену Лусију која га у почетку одбија, али на крају прихвата његова удварања. Међутим, прошлост се враћа да уздрма срећу младог пара — трагедије прожимају њихове животе, а годинама добро чуване, најскривеније тајне излазе на видело.

## Глумачка постава

### Главне улоге
| Глумац:            | Улога:                 |
| ------------------ | ---------------------- |
| Есмералда Пиментел | Лусија Гаксиола Муриљо |
| Ерик Елијас        | Марсело Ескаланте      |
| Клаудија Рамирез   | Ребека Муриљо          |

### Споредне улоге
| Глумац:                  | Улога:               |
| ------------------------ | -------------------- |
| Елена Рохо               | Милагрос Фуентес     |
| Еухенија Каудуро         | Магдалена Муриљо     |
| Алфонсо Досал            | Федерико Валдивија   |
| Химена Ромо              | Нора Гаксиола Муриљо |
| Моисес Арисменди         | Амадор Зуњига        |
| Рене Стриклер            | Алонсо Гаксиола      |
| Аријадне Дијаз           | Адријана де Гаксиола |
| Патрисија Рејес Спиндола | Доња Тринидад        |
| Марсела Коутињо          | Лихија               |
| Илсе Икеда               | Лети                 |
| Едуардо Еспања           | Лало                 |
| Нурија Хил               | Клара                |
| Андрес Алмеида           | свештеник Самуел     |
| Маријано Паласиос        | Родриго              |
| Монсерат Маранон         | Бригида              |
| Марсела Морет            | Норма                |
| Глорија Исагире          | Тере                 |
| Маурисио Абуларас        | Серхио               |
| Луис Коутуријер          | дон Насарио          |
| Анхелина Пелаез          | Рафаела              |
| Наталија Гереро          | Данијела             |
| Клаудио Рока             | Марио                |
| Луис Фернандо Пења       | Руперто              |
| Родриго Маса             | Амадор (млађи)       |
| Фернанда Ароскета        | Бригида (млађа)      |
| Мишел Ренауд             | Ребека (млађа)       |
| Ана Исабел Торе          | Магдалена (млађа)    |
| Орасио Панчери           | Алонсо (млађи)       |